# Famille du Bouëtiez de Kerorguen
La famille du Bouëtiez de Kerorguen est une famille subsistante de la noblesse française originaire de Bretagne. Elle est dite d'ancienne extraction sur preuves de 1443.

## Origines
La famille du Bouëtiez de Kerorguen appartient à la noblesse de l'ancien diocèse de Vannes, en Bretagne[réf. incomplète]. Elle a eu pour berceau le château de Bouëtiez, à Hennebont, transformé en maison de retraite au XXIe siècle.
Elle est dite d'ancienne extraction sur preuves de 1443,.
La branche aînée conserva le château jusqu'à son extinction en 1832.
Cette famille est membre de l'Association d'entraide de la noblesse française depuis 1946.

## Seigneuries
La famille du Bouëtiez de Kerorguen a possédé, entre autres, les seigneuries de Kerlan, de Kérorguen (Hennebont), de Keranlhan (Pleyben), de Kersenné, de Saint-Nudec, etc[réf. souhaitée].

## Personnalités
- Jacques du Bouétiez épouse Françoise Huby.
  - Jacques du Bouétiez (1611 à Hennebont - 1669), écuyer. Il épouse Gabrielle de Kerguisiau.
    - Jacques du Bouétiez ( -1687), chevalier. Il épouse Catherine Ermar.
      - Jacques du Bouétiez (1682-1731), page de la grande écurie du roi (1701), seigneur du Bouëtiez, de Kerlan, du Quellenec et de Kerséné. Il épouse Monique Geneviève Beschart de Saint-Gilles.
        - Jacques Pierre du Bouétiez (1708-1783), officier. Il épouse Charlotte des Portes.
          - Jacques François du Bouétiez (1737-1773), officier. Il épouse Catherine du Bahuno.
            - Charles Fortuné du Bouëtiez (1772-1832), officier de marine, maire de Languidic, conseiller général du Morbihan. Il est à l'origine de la reconstruction du château du Bouétiez. Il est le dernier représentant mâle de sa branche[4].

  - Vincent du Bouétiez (1618 à Hennebont - 1676), seigneur de Kerorguen, maintenu noble d'ancienne extraction en Bretagne, le 24 novembre 1668[6]. Il épouse Renée Fournoir.
    - Jacques du Bouëtiez (1658-1721) épouse Perrine du Bahuno.
      - François du Bouëtiez de Kérorguen (1679-1740), seigneur de Kerorguen et de Quellenec, page à la Grande Écurie du roi en 1897[7],[4], mousquetaire et capitaine au régiment de Bretagne[réf. souhaitée]. Le 14 octobre 1715 à Quimperlé, il épouse Marie Briant du Stang[8].
        - René François du Bouëtiez de Kérorguen (1721-1799), capitaine au régiment de Rouergue, capitaine aide-major des garde-côtes de la capitainerie d'Hennebont.
          - Jacques Joseph du Bouëtiez de Kérorguen (1756-1793), conseiller au Parlement de Bretagne en 1779 et fut l'un des douze conseillers qui comparurent le 9 février 1790 à la barre de l'Assemblée nationale constituante[4].
          - Jean Marie du Bouëtiez de Kérorguen (1764-1828), capitaine au régiment de Navarre. Il épouse Emilie Kerlero de Rosbo.
            - Ambroise du Bouëtiez de Kérorguen (1814-1902), conseiller général du Morbihan de 1851 à 1879[4], avocat, président de la chambre des notaires, notaire à Lorient. Il épouse Julie Hebert.
              - Alphonse Auguste du Bouëtiez de Kérorguen (1840-1896), bâtonnier de l'ordre des avocats de Lorient[4]. Il épouse Berthe du Fredot du Plantys. Il est l'auteur de plusieurs ouvrages, dont : Notice sur la famille Du Bouetiez (1869), Recherches sur les États de Bretagne (1875).
                - Alphonse Ambroise du Bouëtiez de Kérorguen (1877-1960), administrateur en chef de l'inscription maritime, commissaire de la Marine. Il épouse Jeanne du Boisguéhenneuc, puis — veuf — épouse en secondes noces Antoinette de Courson de La Villeneuve.
                  - (1) Marie-Thérèse du Bouëtiez de Kérorguen (1906-1953) épouse à Rennes Paul Rousseau-Dumarcet.
                    - Yann Rousseau-Dumarcet (1935-2021), général de corps d'armée, adjoint Terre au chef de l'état-major particulier du président de la République entre 1981 et 1984.

                  - (1) Jean du Bouëtiez de Kérorguen (1907-1995), officier d'infanterie.
                  - (2) Joël du Bouëtiez de Kérorguen, épouse en 1945 Brigitte Bodin[9],[10].
                    - Thierry du Bouëtiez de Kérorguen (1953), ancien élève de l'École nationale d'administration (promotion « Michel de Montaigne », administrateur civil[11], directeur de cabinet du préfet de la Sarthe, du préfet de la Région Centre puis du préfet du Loiret. En 1991, il est nommé sous-préfet chargé de la politique de la Ville auprès du préfet de Seine-et-Marne[12], nommé au cabinet de François Lamy, ministre délégué auprès de la ministre de l’égalité des territoires et du logement, chargé de la Ville[13], président fondateur du Groupement national des initiatives et des acteurs citoyens (Gniac)[14].

                - Henri Charles du Bouëtiez de Kérorguen (1880-1969), directeur de succursale de la Banque de France. Il épouse Gisèle de Saxcé[15].
                  - Bertrand du Bouëtiez de Kérorguen épouse Colette Barazer de Lannurien.
                    - Eric du Bouëtiez de Kérorguen, colonel. Il épouse Stéphanie Tezier.
                      - Louis du Bouëtiez de Kérorguen (1987), ordonné prêtre à Versailles le dimanche 24 juin 2018[16].

                  - Edith du Bouëtiez de Kérorguen (1918-2002) épouse Alain Masson-Bachasson de Montalivet (1910-2000), colonel.

        - Vincent du Bouëtiez de Kérorguen (1724-1793), page du duc de Bourbon en 1739, puis page du roi Louis XV en 1741[4].

## Armoiries
Les armes de la famille sont D'azur à deux fasces d'argent, accompagnées de six besants d'or, trois, deux et un.

## Alliances
Les principales alliances de la famille du Bouëtiez de Kerorguen sont : de Baud, de Kergoet, de Kerguisiau, du Bahuno, de Couessin, de Lantivy, de Mauduit, Huchet de Cintré, du Buat (2 mariages), de Frédot du Plantys, Huillard d'Agneaux, de Girard de Chateauvieux, du Boisguéhenneuc, du Vergier de Kerhorlay, de Bever.